# Enrico Rossi
Enrico Rossi (Cesena, 5 de mayo de 1982) es un exciclista italiano profesional desde 2006. Es el cuñado de Riccardo Ricco.

## Palmarés
2007
- 1 etapa de la Vuelta a Eslovenia

2008
- Memorial Marco Pantani

2009
- 1 etapa del Circuito de la Sarthe

2010
- Dwars door Drenthe

2012
- 2 etapas del Tour de Grecia
- Tour de Eslovaquia, más 2 etapas
- 1 etapa de la Vuelta a Serbia
- 1 etapa del Giro de Padania